# Gautier de Laon
Gautier ou Walthar, Valgaire tué en 892, fut un comte de Laon de la fin du IXe siècle. Il était fils d'Adalhelm, comte de Laon.
Pour avoir osé dénier à Eudes le titre de roi à l’assemblée à
Verberie,,,, ce dernier, son oncle ou probable cousin germain, le fit décapiter en 892.
La documentation est muette sur son mariage et sa descendance. Récemment a été mis en évidence que l'identification entre la veuve Heilwis, mère de Raoul Ier de Vexin et remariée à Roger Ier de Laon, et Heilwis de Frioul, femme d'Hucbald de Gouy, était chronologiquement improbable. Settipani voit plutôt la veuve Heilwis comme une fille d'Hucbald de Gouy et d'Heilwis de Frioul, son premier mari restant inconnu. Or Raoul de Vexin, fils du premier mariage d'Heilwis, est probablement le père de Gautier Ier, comte de Vexin, et le comte de Laon Gautier est proposé comme premier mari d'Heilwis et père de Raoul de Vexin.

## Sources
- Christian Settipani, « Les vicomtes de Châteaudun et leurs alliés », dans Onomastique et Parenté dans l'Occident médiéval, Oxford, Linacre College, Unit for Prosopographical Research, coll. « Prosopographica et Genealogica / 3 », 2000, 310 p. (ISBN 1-900934-01-9), p. 247-261.
- Christian Settipani, La Préhistoire des Capétiens (Nouvelle Histoire généalogique de l'auguste maison de France, vol. 1), Villeneuve-d'Ascq, éd. Patrick van Kerrebrouck, 1993, 545 p. (ISBN 978-2-95015-093-6).
  - (Notes sur Rothilde, fille de Charles le Chauve).
- Foundation for Medieval Genealogy Comtes de Laon et de Basigny.